# Ofensiva de pe Lacul Naroci
Ofensiva de pe Lacul Naroci din 1916 a fost o încercare nereușită de atac al rușilor pe Frontul de Est din Primul Război Mondial. Ea a fost lansată la cererea mareșalului Joseph Joffre care dorea reducerea presiunii german asupra forțelor franceze. Din cauza lipsei operațiunilor de recunoaștere, artileria rusă nu a reușit să distrugă și să neutralizeze fortificațiile și pozițiile de artilerie germane, ceea ce a dus la atacuri frontale costisitoare și neproductive, îngreunate de vreme. La 30 martie, generalul Evert a ordonat oprirea ofensivei.

## Context
În condițiile Acordului de la Chantilly din decembrie 1915, Rusia, Franța, Regatul Unit și Italia erau angajate să susțină atacuri concomitente împotriva Puterilor Centrale în vara lui 1916. Rusia avea nevoie să împrumute trupe care să lupte în Franța și la Salonic (împotriva dorinței sale), și să atace pe Frontul de Est, în speranța de a obține muniții din partea Franței și Regatului Unit.
Ofensiva de pe Lacul Naroci a fost lansată la cererea Franței, în speranța că germanii vor transfera mai multe unități în est după atacul de la Verdun. Nicolae al II-lea a acceptat cererea francezilor, alegând zona lacului Narač din actualul Belarus deoarece acolo, Armata Imperială Rusă avea o superioritate numerică importantă față de forțele germane⁠(en)[traduceți] aflate sub comanda generalului Hermann von Eichhorn.

## Comparație a forțelor
Armata a II-a Rusă era formată din 16 divizii de infanterie și 4 de cavalerie, 253 de batalioane, 133 escadrile și deținea 887 de tunuri, în timp ce forțele germane numărau 9 divizii de infanterie și 3 de cavalerie, 89 de batalioane, 72 de escadrile și 720 de tunuri de diferite calibre.

## Lupta
Bombardamentul rusesc de artilerie de la început a fost unul lung (a durat două zile), dar imprecis, lăsând mare parte din artileria germană intactă, iar soldații ruși, care au făcut greșeala de a ieși din tranșee în grupuri în loc de a merge împrăștiat, au devenit ținte pentru mitralierele germane. Atacatorii au câștigat 10 kilometri, dar nu au produs pierderi serioase apărării germane — bine organizată și fortificată — deși rușii erau mult mai numeroși decât inamicii lor.
Teritoriul câștigat de ruși a fost pierdut în urma contraatacurilor germane ulterioare. Un atac secundar efectuat lângă Riga la 21 martie nu a avut nici el rezultate mai bune.

## Urmări
Întreaga operațiune s-a dovedit a fi un eșec total, ea afectând moralul rușilor fără a-i ajuta pe francezi deloc, și a devenit un exemplu tipic de utilizare a unei metode de război specifică Primului Război Mondial, și anume atacul în valuri umane⁠(en)[traduceți]. Mase mari de oameni erau trimiși constant în luptă din nou și din nou în același loc pe frontul inamic. În cele din urmă, atacul asupra pozițiilor germane a fost oprit deoarece, așa cum consemna generalul Evert în ordinul său din 30 martie, el nu condusese la „rezultate decisive” și „încălzirea vremii și ploile abundente” transformaseră zona într-o mlaștină.